# Абшерон (футбольный клуб)
«Абшерон» — бывший азербайджанский футбольный клуб из Баку. В сезоне-2010/11 выступал в Первом дивизионе чемпионата Азербайджана.

## История
Клуб был основан в 2010 году под названием «Абшерон». В сезоне-2010/11 стал победителем Первого дивизиона и получил право выступать в Премьер-лиге. Однако в июне 2011 года руководство клуба официально уведомило АФФА об отказе от участия в чемпионате Азербайджана из-за финансовых трудностей Таким образом, место «абшеронцев» в Премьер-лиге занял «Сумгаит Шахар».

## Руководство клуба
- Президент клуба — Яшар Рустамов.

## Результаты

### Чемпионат
| Сезон   | Лига            | Место | Игр | В  | Н | П | Р-М  | О  |
| ------- | --------------- | ----- | --- | -- | - | - | ---- | -- |
| 2010/11 | Первый дивизион | 1     | 26  | 23 | 3 | 0 | 75-6 | 72 |

### Кубок
| Сезон   | Раунд      |
| ------- | ---------- |
| 2010/11 | 1/4 финала |

## Достижения
Ставшая победителем Первого Дивизиона Азербайджана в сезоне 2010/11 годов, команда «Абшерон» побила сразу несколько рекордов за всю историю чемпионатов Азербайджана, проводимых с 1992 года:
- Рекорд по набранным очкам — 72 (26 игр), в процентном эквиваленте также установлен рекорд в 92,3 %;
- Больше всего побед — 23;
- Меньше всех поражений — 0. Данный показатель был равен показателю ФК «Гянджларбирлийи» (Сумгаит), установленному в сезоне 2003/4 годов. Однако сумгаитский клуб провёл всего 14 игр, против 26 игр, проведённых бакинцами.